# Logica (bedrijf)
Logica was een internationaal opererend dienstverlenend bedrijf in de ICT-branche, in 2012 overgenomen door CGI Group. Het hoofdkantoor was gevestigd in Reading (Verenigd Koninkrijk).  Logica telde op zijn  hoogtepunt circa 41.000 medewerkers. Het bedrijf bood zakelijke dienstverlening, systeemintegratie en outsourcing voor klanten over de hele wereld.

## Kerncijfers
Logica was met 41.784 medewerkers (eind 2011) wereldwijd actief en behoorde tot de internationale top-20 in de ICT-dienstverlening. De omzet uit ICT-dienstverlening werd met name in het Verenigd Koninkrijk en het Europese vasteland geboekt. Het bedrijf had onder andere vestigingen in Frankrijk, het VK, Nederland, Duitsland, Scandinavië, Portugal, Marokko, de Filipijnen en India. De omzet over 2011 bedroeg £ 3.921 miljoen.

## Geschiedenis
Logica werd in 1969 opgericht door Len Taylor, Philip Hughes en Pat Coun. Het bedrijf is gestart als 'system integrator'. Veel projecten in het begin hadden te maken met het efficiënt gebruikmaken van computertijd die beschikbaar was op mainframes.
LogicaCMG plc. is op 30 december 2002 ontstaan uit het voormalige Logica plc. (opgericht in 1969, 60%) en het voormalige CMG plc. (opgericht in 1964, 40%) Beide ICT-dienstverleners zijn van oorsprong Engelse bedrijven, maar CMG was in Nederland veel groter dan de Engelse moeder. Sinds 13 januari 2006 is tevens het Franse Unilog onderdeel van het bedrijf geworden, waarmee het een derde thuismarkt creëerde. Sinds de herfst van 2006 is de voorgestelde acquisitie van het in de Scandinavische en Baltische landen opererende WM-data definitief geworden. Hiermee werd de zo gewenste vierde thuismarkt veroverd. In 2008 liet men de aanduiding CMG vallen, en werd de bedrijfsnaam gewijzigd in Logica.
Eind mei 2012 maakte het Canadese bedrijf CGI Group bekend Logica te willen overnemen. CGI bood € 2,1 miljard voor het Brits-Nederlandse automatiseringsbedrijf. De bestuurders van Logica stonden achter het bod en adviseerden de aandeelhouders het bod te accepteren. CGI was eerder voornamelijk actief op de Noord-Amerikaanse markten en wilde met Logica zijn Europese activiteiten versterken. Volgens Logica had de overname weinig tot geen gevolgen voor de werknemers omdat er weinig overlap was in de activiteiten van beide bedrijven. In augustus werd de transactie succesvol afgerond en op 24 augustus 2012 is de notering van Logica op de beurs gestaakt.

## Omzet- en winstgeschiedenis
| Jaar | Omzet             | Nettoresultaat  |
| ---- | ----------------- | --------------- |
| 2011 | £ 3.921,3 miljoen | £ 27,2 miljoen  |
| 2010 | £ 3.696,8 miljoen | £ 152,1 miljoen |
| 2009 | £ 3.701,6 miljoen | £ 40,1 miljoen  |
| 2008 | £ 3.588,0 miljoen | £ 38,9 miljoen  |
| 2007 | £ 3.073,2 miljoen | £ 168,1 miljoen |
| 2006 | £ 2.420,7 miljoen | £ 89,1 miljoen  |
| 2005 | £ 1.834,1 miljoen | £ 68,8 miljoen  |